# レディースチャレンジカップ競走
レディースチャレンジカップ競走は、2014年に創設されたボートレースの女子レースである。優勝賞金は500万円。

## 趣旨
年末に開催されるプレミアムGI「クイーンズクライマックス」出場権を賭けたトライアル戦と位置づけられる。
SG「チャレンジカップ」と同時開催されるため、女子戦ではあるが、ファンファーレはSGのものを使用する。
勝ち上がり方式は、予選を5日間行い、最終6日目第11Rに予選得点率上位6選手による優勝戦で優勝者を決定する。チャレンジカップに選出された女子選手は、上位競走である、チャレンジカップに出場する。
当競走優勝者は、ボートレースクラシックの優先出走権を得ることができない（通常G2競走は優先出走権が得られるが、この競走は例外）。ただし優勝回数にはカウントされ、また翌年1月に行われるボートレースバトルチャンピオントーナメントの優先出走権を得る（2022年から）ほか、優勝戦の順位に応じてオーシャンカップの着順点を得る。

## 出場資格
- 1月1日から10月31日まで（ボートレースダービーが10月31日を超えて開催される場合は、同競走終了日まで）の獲得賞金上位選手。ただし、以下に該当する選手は選出から除外し、または出場を取り消す。
  - フライング休みが当該競走の前検日を含む開催期間と重複する場合。
  - スタート事故による選出除外となるGI、GIIおよび女子戦の罰則期間が当該競走の前検日を含む開催期間と重複する場合
  - 褒賞懲戒規程に基づく出場停止処分及びあっせん保留処分を受けた選手

なお女子選手でも獲得賞金順位上位でチャレンジカップに選出された時は事実上選出除外の形になる。

## 歴代優勝者
| 回数 | 開催年 | 優勝戦日 | 開催場 | 優勝者   | 優勝者 | 優勝者 | 優勝者 | 優勝者 | 優勝者 | 優勝者     |
| 回数 | 開催年 | 優勝戦日 | 開催場 | 選手名   | 登番   | 年齢   | 支部   | 枠番   | コース | 決まり手   |
| ---- | ------ | -------- | ------ | -------- | ------ | ------ | ------ | ------ | ------ | ---------- |
| 1    | 2014年 | 11月30日 | 下関   | 岸恵子   | 3674   | 42     | 徳島   | 1      | 1      | 逃げ       |
| 2    | 2015年 | 11月29日 | 芦屋   | 寺田千恵 | 3435   | 46     | 岡山   | 1      | 1      | 逃げ       |
| 3    | 2016年 | 11月27日 | 大村   | 遠藤エミ | 4502   | 28     | 滋賀   | 1      | 1      | 逃げ       |
| 4    | 2017年 | 11月26日 | 下関   | 遠藤エミ | 4502   | 29     | 滋賀   | 1      | 1      | 逃げ       |
| 5    | 2018年 | 11月25日 | 芦屋   | 守屋美穂 | 4482   | 29     | 岡山   | 1      | 1      | 逃げ       |
| 6    | 2019年 | 11月25日 | 桐生   | 遠藤エミ | 4502   | 31     | 滋賀   | 3      | 3      | まくり     |
| 7    | 2020年 | 11月29日 | 蒲郡   | 寺田千恵 | 3435   | 51     | 岡山   | 3      | 3      | 差し       |
| 8    | 2021年 | 11月28日 | 多摩川 | 遠藤エミ | 4502   | 33     | 滋賀   | 1      | 1      | 逃げ       |
| 9    | 2022年 | 11月27日 | 鳴門   | 中村桃佳 | 4823   | 29     | 香川   | 5      | 6      | まくり差し |
| 10   | 2023年 | 11月26日 | 三国   | 長嶋万記 | 4190   | 42     | 静岡   | 3      | 3      | まくり差し |
| 11   | 2024年 | 11月24日 | 下関   | 三浦永理 | 4208   | 41     | 静岡   | 1      | 1      | 逃げ       |

## 今後の開催予定
- 第12回大会 2025年（令和7年）11月25日 - 30日  ボートレース福岡[11]
- 第13回大会 2026年（令和8年）11月24日 - 29日  ボートレースとこなめ[12]